# Hedesunda socken
Hedesunda socken i Gästrikland ingår sedan 1971 i Gävle kommun och motsvarar från 2016 Hedesunda distrikt.
Socknens areal är 511,30 kvadratkilometer, varav 430,80 land. År 2000 fanns här 2 866 invånare. Tätorten och kyrkbyn Hedesunda med Hedesunda kyrka ligger i denna socken.

## Administrativ historik
Hedesunda socken har medeltida ursprung. 29 september 1825 överfördes Jörtsön (med Söderfors kyrkplats) till Söderfors socken. 1936 införlivades Sidländet från Söderfors socken. 
Vid kommunreformen 1862 övergick socknens ansvar för de kyrkliga frågorna till Hedesunda församling och för de borgerliga frågorna bildades Hedesunda landskommun. Landskommunen inkorporerades 1969 i Gävle stad som sedan 1971 ombildades till Gävle kommun.
1 januari 2016 inrättades distriktet Hedesunda, med samma omfattning som församlingen hade 1999/2000.
Socknen har tillhört fögderier, tingslag och domsagor enligt vad som beskrivs i artikeln Gästrikland. De indelta soldaterna tillhörde Hälsinge regemente, Fernebo kompani.

## Geografi
Hedesunda socken ligger norr om nedre Dalälven och kring Hedesundafjärdarna. Socknen är slättland med odlings-, skogs- och mossmarker.
Socknen genomkorsas av riksväg 56 samt av länsväg X509, gamla länsväg 254.
Ön är ett centrum med hembygdsgården, Skaparbyn, Hedesunda Camping med Sandsnäsbadet.

### Geografiska avgränsningar
Hedesunda socken omfattar den sydöstligaste delen av landskapet Gästrikland. Socken avgränsas i öster av gränsen mot Uppsala län (Söderfors socken) och därmed av Dalälven. Ungefär där E4 korsar länsgränsen viker socknens norra gräns av och går rakt västerut, söder om Åsbogården, genom byn Kessmansbo fram till Främlingshem vid riksväg 56. Här möter sockengränsen kommungränsen mot Sandvikens kommun och sammanfaller med denna söderut till Dalälven och länsgränsen mot Uppsala län (Nora socken) strax öster om Gysinge.
I söder avgränsas socknen av länsgränsen och Hedesundafjärdarna. Socknen omfattar därvid även de landområden som ligger söder om älven och ingår i länet. Dessa kallas Utomälven och omfattar bland annat Hadeholm, Jugansbo, Ansgarii kyrka samt Sevallbo. Sockengränsen går in i Ingensjön och möter här länsgränsen mot Uppsala län. Fram till 2007, innan Heby kommun fördes över från Västmanlands län till Uppsala län, så möttes de tre länen Gävleborg, Uppsala och Västmanland här.

### Byar
Byarna är dels de så kallade "Framsocknes byarna" men även byar från gränderna, som är delområden i Hedsunda socken Dessa gränder är: Utomälven, Vinnersjö, Bodarna samt Hedkarls- och Gammelsällsgränden.
| - Backa - Bastfallet - Berg - Bodarna - Brunn - Brunnsheden - Byn - Bäck - Bälgsnäs - Böle - Dalkarlsbo - Främlingshem - Finnböle - Flaten - Flösta - Gammelsäll - Gisselbo | - Gräsbäcken, känd i skriftliga källor från 1647. - Gundbo - Hade - Hadeholm - Haget - Hallsbo - Harv - Holmen - Ingevara - Jugansbo - Kessmansbo - Koffsta - Kulla - Kungsgården - Kågbo - Landa | - Lurberg - Lurbo - Lövåsen - Mälbo - Nordanbro - Norra Färjsundet - Nybo, by som har upphört. - Oppåker - Rångsta - Rönäs, by som har upphört. Grannbyar Gysinge, (Ingevara) och Ålbo. - Sevallbo - Skallbo - Smedsäng - Sundby - Svarta - Södra Färjsundet - Torsbo | - Ullanda - Utomälven - Vall - Vibro - Vinnersjö - Västbyggeby - Västerfallet, nedlagd by, bebyggdes 1797. - Ålbo, Hedesunda - Ås - Ölbo - Ön - Österbyggebo - Östanhed, nedlagd by, dokumenterad från slutet av 1800-talet. - Östanhede, nedlagd by, tidigast känd i skriftliga källor år 1642. - Östveda |

## Namnet
Namnet (1344 Häsunde) kommer från Norra Färjsundet nära kyrkan. Förleden är möjligen häs, 'hässja, höstack', efterleden sund, vilket skulle ge tolkningen 'sundet där det finns många hässjor/höstackar'.

## Historia
Från stenåldern finns boplatser. Från järnåldern finns flera gravfält och en fornborg, Kittilberget. Tre runristningar har påträffats i socknen, Gs 4 (vid kyrkan, nu försvunnen), Gs 5 (vid kyrkan, nu i Länsmuseet Gävleborg) och Gs 6 (vid Hade).
På pergament eller papper finns nedtecknat att ärkebiskop Nils Allesson visiterade Hedesunda församling år 1302. Andra tidiga dokument är det så kallade Svarta-brevet från år 1401 om rågångar och ett brev om jordbyte mellan bönder i Ön och Hade med mera från år 1424. Totalt omnämns 16 byar från tidigt 1400-tal i dessa båda brev.
Den största folkmängden hade socknen under 1900-talets början med ett invånarantal om 5 000 – 5 100. I tätorten Brunn pågår nu rekonstruktionen av en igenfylld cirka 18 m djup silvergruva, Brunns Silvergruva som preliminärt daterats till 1200-1300-talen.

## Kända personer från bygden
Konstnärer från bygden är Birger Forsberg och 1700-talsmålaren Hans Wikström. Wikström målade ofta bibliska motiv. 
Dansaren Siri Olson och sångaren Alice Svensson kommer från socknen.       

## Befolkningsutveckling
| Befolkningsutvecklingen i Hedesunda socken 1750–1990                                                     | Befolkningsutvecklingen i Hedesunda socken 1750–1990 | Befolkningsutvecklingen i Hedesunda socken 1750–1990 | Befolkningsutvecklingen i Hedesunda socken 1750–1990 | Befolkningsutvecklingen i Hedesunda socken 1750–1990 |
| --- | ---------------------------------------------------- | ---------------------------------------------------- | ---------------------------------------------------- | ---------------------------------------------------- |
| |                                                      |                                                      |                                                      |                                                      |
| År |                                                      |                                                      | Folkmängd                                            |                                                      |
| 1750 | 1750                                                 |                                                      | 1 893                                                |                                                      |
| 1760 | 1760                                                 |                                                      | 2 063                                                |                                                      |
| 1769 | 1769                                                 |                                                      | 2 343                                                |                                                      |
| 1780 | 1780                                                 |                                                      | 2 475                                                |                                                      |
| 1790 | 1790                                                 |                                                      | 2 503                                                |                                                      |
| 1800 | 1800                                                 |                                                      | 2 783                                                |                                                      |
| 1810 | 1810                                                 |                                                      | 2 931                                                |                                                      |
| 1820 | 1820                                                 |                                                      | 2 889                                                |                                                      |
| 1830 | 1830                                                 |                                                      | 3 330                                                |                                                      |
| 1840 | 1840                                                 |                                                      | 3 560                                                |                                                      |
| 1850 | 1850                                                 |                                                      | 3 748                                                |                                                      |
| 1860 | 1860                                                 |                                                      | 4 106                                                |                                                      |
| 1870 | 1870                                                 |                                                      | 4 321                                                |                                                      |
| 1880 | 1880                                                 |                                                      | 4 511                                                |                                                      |
| 1890 | 1890                                                 |                                                      | 4 889                                                |                                                      |
| 1900 | 1900                                                 |                                                      | 4 992                                                |                                                      |
| 1910 | 1910                                                 |                                                      | 5 186                                                |                                                      |
| 1920 | 1920                                                 |                                                      | 5 142                                                |                                                      |
| 1930 | 1930                                                 |                                                      | 4 525                                                |                                                      |
| 1940 | 1940                                                 |                                                      | 4 020                                                |                                                      |
| 1950 | 1950                                                 |                                                      | 3 613                                                |                                                      |
| 1960 | 1960                                                 |                                                      | 3 272                                                |                                                      |
| 1970 | 1970                                                 |                                                      | 2 743                                                |                                                      |
| 1980 | 1980                                                 |                                                      | 2 789                                                |                                                      |
| 1990 | 1990                                                 |                                                      | 2 768                                                |                                                      |
| Anm: Källor: Umeå universitet - Tabellverket 1749-1859, Demografiska databasen, CEDAR, Umeå universitet. |                                                      |                                                      |                                                      |                                                      |